# Akizuki
L'Akizuki (秋月? lett. "Luna d'autunno") è stato un cacciatorpediniere della Marina imperiale giapponese, prima ed eponima unità della stessa classe. Fu varato nel luglio 1941 dall'arsenale di Maizuru.
Inviato dapprima a Ominato e poi alla base di Rabaul, fu presente alla battaglia delle Salomone Orientali (23-25 agosto 1942) inquadrato nella flotta di portaerei e, in seguito, inserito nella 61ª Divisione, partecipò a diverse missioni del Tokyo Express, dove la sua contraerea si rivelò di grande utilità: tuttavia il 25 ottobre, mentre si avvicinava alla contesa isola di Guadalcanal, fu danneggiato in sala macchine da bombe quasi giunte a segno e dovette tornare in Giappone per essere riparato. Nel gennaio 1943 riprese il proprio posto alle isole Shortland ma, il 19, uscì malconcio dal combattimento contro un sommergibile e poté riprendere servizio solo in ottobre. Nei mesi successivi fu impegnato prevalentemente nella scorta a porzioni della flotta da battaglia, in compiti di vigilanza e in sessioni di addestramento e combatté nuovamente nella disastrosa battaglia del Mare delle Filippine (19-20 giugno 1944). Rimasto nelle acque metropolitane da allora, fu schierato con la menomata 3ª Flotta per la battaglia del Golfo di Leyte e, la mattina del 25 ottobre, fu distrutto nel corso del primo attacco aereo a questa squadra navale, affondando con molte vittime.

## Servizio operativo

### Costruzione
Il cacciatorpediniere Akizuki fu ordinato nell'anno fiscale edito dal governo giapponese nel 1939. La sua chiglia fu impostata nel cantiere navale di Maizuru il 30 luglio 1940 e il varo avvenne il 2 luglio 1941; fu completato il 13 giugno 1942 o, secondo un'altra fonte, l'11 giugno. Il comando fu affidato al capitano di fregata Yasuji Koga che, il giorno dopo, condusse l'unità nell'area di Kure.

### 1942

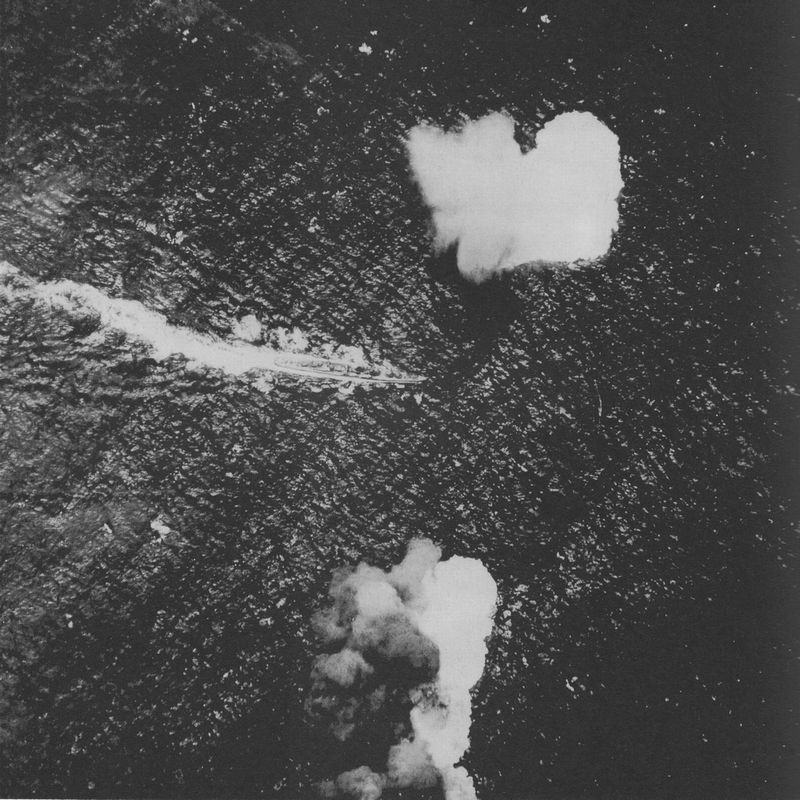
LAkizuki il 29 settembre 1942, fotografato e attaccato da alcuni B-17 mentre dirigeva alle Shortland

Il 15 giugno l'Akizuki e il cacciatorpediniere Oboro salparono da Kure a fianco della portaerei di squadra Zuikaku alla volta delle acque settentrionali dell'Impero giapponese, dove la Flotta Combinata, reduce dalla disfatta di Midway, riteneva possibile una manovra offensiva statunitense, in specie contro alcune delle isole Aleutine catturate. Il 23 le unità arrivarono a Ominato e ripartirono immediatamente per Yokosuka. Il 29 l'Akizuki assunse la difesa di una nave da crociera requisita sia nell'andata a Makassar che nel ritorno, avvenuto il 18 luglio. Circa un mese più tardi espletò un'uguale missione di scorta a una nave portamunizioni, con la quale arrivò a Kavieng il 20 agosto: si attardò nel soccorso a due mercantili che, fuori dal porto, erano stati attaccati dal sommergibile USS S-41, ma il lancio di bombe di profondità fu di esito incerto. Il giorno successivo l'Akizuki salpò con rotta su Rabaul, principale piazzaforte nipponica per le operazioni nel Pacifico meridionale, e sperimentò un attacco aereo in rada rimasto senza conseguenze; quindi partì per congiungersi alla 3ª Flotta (viceammiraglio Chūichi Nagumo) già in alto mare per coprire il primo invio di rinforzi a Guadalcanal. Nella susseguente battaglia delle Salomone Orientali il cacciatorpediniere fu attaccato una volta da velivoli statunitensi, che respinse con il proprio fuoco contraereo, e poi affiancò le portaerei nello scontro. Il 5 settembre riguadagnò Truk con il resto della squadra e fu assegnato a pattugliamenti antisommergibile attorno l'atollo, durante i quali si verificò un solo allarme; verso la fine del mese seguì la flotta in una spedizione in forze a nord delle isole Salomone, rimasta senza esito. Il 27 l'Akizuki ebbe nuovi ordini di portarsi alle isole Shortland, base avanzata per le operazioni a Guadalcanal: nella mattinata del 29, mentre navigava isolato, fu oggetto di un attacco da parte di quadrimotori Boeing B-17 Flying Fortress. La nave si difese vigorosamente e rivendicò un abbattimento, pur venendo fotografata e rivelando così alle forze armate statunitensi che i giapponesi avevano in linea un nuovo tipo di cacciatorpediniere. Il 3 ottobre, nella rada delle Shortland, sostenne un altro attacco aereo che rimase senza conseguenze, quindi salpò per andare incontro alla nave appoggio idrovolanti Nisshin, adoperata come trasporto veloce nelle traversate del Tokyo Express: assieme ai cacciatorpediniere Nowaki e Maikaze protesse la preziosa unità da due incursioni aeree nemiche. Il 7 ottobre il capitano Koga ricevette notizia che l'Akizuki era stato appena inserito con il gemello Teruzuki nella nuova 61ª Divisione cacciatorpediniere; tuttavia dovette salpare subito senza attendere il gregario per coprire la Nisshin, carica di truppe per Guadalcanal: la missione fu sospesa per le pessime condizioni meteorologiche e portata a compimento il giorno dopo, di nuovo a fronte dell'opposizione aerea statunitense. La mattina dell'11 ottobre prese avvio un'importante missione di rifornimento per l'isola, centrata sulle navi portaidrovolanti Nisshin e Chitose (cariche di armi pesanti); l'Akizuki e il Natsugumo furono incaricati di proteggerle nel corso dello scarico, che avvenne in contemporanea alla battaglia di Capo Speranza nella notte successiva. Tornato alle Shortland senza incidenti, l'Akizuki fu scelto dal contrammiraglio Tamotsu Takama come propria nave di bandiera per la 4ª Squadriglia cacciatorpediniere. Con questa nuova funzione uscì in mare già il pomeriggio del 13 ottobre con i cacciatorpediniere Shiratsuyu, Shigure e Ariake di scorta a due trasporti veloci; questa formazione si unì a un secondo convoglio di quattro altri trasporti e quattro cacciatorpediniere. Tutte le navi fecero rotta per Tassafaronga e sostennero due attacchi aerei americani, nel corso dei quali l'Akizuki rivendicò un abbattimento; le operazioni notturne di scarico furono portate a termine con successo, sebbene al mattino due trasporti furono incendiati e un terzo fu fatto incagliare. Takama ordinò dunque la ritirata dopo essere stato informato che la 3ª Divisione corazzate si accingeva a bombardare l'aeroporto dell'isola in nottata e il convoglio riguadagnò le Shortland la mattina del 16. All'alba del giorno dopo l'Akizuki si pose alla testa di una forza di copertura di incrociatori leggeri (Sendai, Yura, Tatsuta) per un folto gruppo di quattordici cacciatorpediniere, incaricati di sbarcare truppe a Guadalcanal: la missione riuscì con successo e gli attacchi statunitensi alla formazione, anche dopo che era tornata alle Shortland, furono un fiasco.
Il 24 ottobre l'Akizuki e i cacciatorpediniere Harusame, Samidare, Murasame e Yudachi costituirono una forza di scorta per lo Yura, incaricato di bombardare l'aeroporto di Guadalcanal il giorno successivo. La mossa si inquadrava nel più vasto piano giapponese per infliggere un colpo fatale alla 1st Marine Division e alla United States Pacific Fleet, allo scopo di chiudere la partita sull'isola. In realtà l'attacco terrestre si risolse in una carneficina e le truppe nipponiche non riuscirono a intaccare il perimetro difensivo. La squadra, come da piano, si presentò comunque la mattina del 25 nelle acque dell'isola solo per subire un primo attacco aereo: una bomba centrò lo Yura e due altre esplosero vicino alla murata di destra dell'Akizuki, verso poppa. Le concussioni aprirono falle nello scafo, una delle sale macchine si allagò e l'albero di destra cessò di funzionare; si contarono undici morti e il doppio di feriti. Altri aerei statunitensi lanciarono bombe nelle ore successive e lo Yura fu ridotto a mal partito, tanto che Takama ordinò di abbandonarlo e mandarlo a fondo dopo essersi trasferito sul Murasame. L'Akizuki collaborò con quest'ultimo nel trarre in salvo l'equipaggio dell'incrociatore e infine, sviluppando solo 23 nodi, ripiegò con le altre navi sino a Rabaul. Qui rimase fino alla fine di ottobre per alcuni interventi d'emergenza e il 31, dopo aver contribuito con i propri cannoni a respingere uno stormo di aerei nemici, si spostò a Truk. Ripartì subito con la Zuikaku, il danneggiato incrociatore pesante Chikuma e altri tre cacciatorpediniere con destinazione Yokosuka, toccata il 6 novembre; fu trainato in secca due giorni dopo e tornò in efficienza il 16 dicembre, sostenendo un collaudo il 20-21 nella baia di Tokyo. Il 31 salpò con il Tokitsukaze e l'Hatsukaze per accompagnare la Zuikaku a Truk. Non è chiaro se l'Akizuki, già in questa occasione, scambiò le installazioni doppie di cannoni Type 96 da 25 mm con due triple e se altri due uguali impianti furono montati su apposite piattaforme rialzate, aggiunte all'altezza del fumaiolo.

### 1943

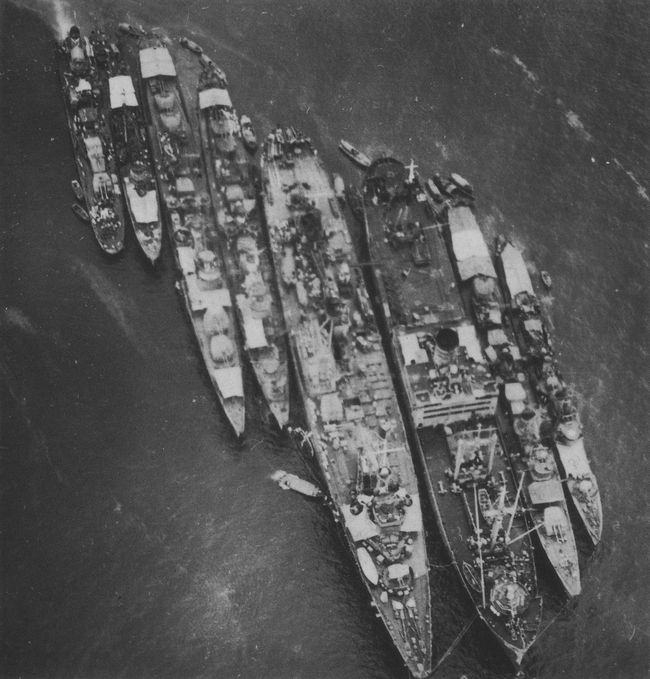
L'Akizuki (terzo da sinistra) all'ancora a Truk nel febbraio 1943: si può discernere il danno inferto dal Nautilus. La prima nave a sinistra è 'Harusame, privato della prua dal siluro di un altro battello statunitense; la quinta è la nave officina Akashi.

La piccola formazione arrivò a destinazione il 4 gennaio 1943 e, due giorni più tardi, l'Akizuki divenne nave ammiraglia del contrammiraglio Susumu Kimura, comandante della 10ª Squadriglia alle dipendenze della 3ª Flotta. Il 7 salpò, fece tappa a Rabaul e si fermò l'11 alla rada delle Shortland per riprendere le missioni di rifornimento a Guadalcanal, divenute sempre più pericolose; infatti nella notte del 14-15, alla testa della squadra di copertura (Tokitsukaze, Arashi, Kuroshio) per un gruppo di cinque cacciatorpediniere carichi di fanteria, ebbe a che fare con alcune motosiluranti statunitensi. Gli uomini furono comunque sbarcati con successo, i giapponesi non ebbero perdite e l'Akizuki guidò i vascelli nel ripiegamento, funestato però dal raid di un gruppo di bombardieri in picchiata: l'Arashi fu immobilizzato e l'Akizuki vigilò sul suo traino al sicuro alle Shortland. Nel pomeriggio del 19 lasciò le isole per prestare soccorso al trasporto truppe Myoho Maru, alla deriva dopo l'attacco di un sommergibile; lo stesso Akizuki, però, si imbatté la sera nel battello USS Nautilus, che navigava in superficie. Il capitano Koga ordinò di aumentare la velocità al massimo e di speronarlo, ma il sommergibile riuscì a lanciare due siluri dai tubi poppieri: uno centrò l'Akizuki sulla fiancata destra nella zona della torre di comando, aprendo uno squarcio di otto metri. Lo scoppio fermò l'unità dopo un breve abbrivio, uccise quattordici uomini e provocò sessantatré feriti, tra i quali il contrammiraglio Kimura. L'equipaggio scatenò un fuoco disordinato e nutrito contro il periscopio del Nautilus, che fece partire altri siluri mancando il bersaglio; dopodiché l'Akizuki riuscì a ripartire a bassa velocità, sufficiente comunque a liberarsi del battello che lo inseguiva. Il 21 arrivò a Buin e, con le poche risorse locali, i giapponesi procedettero a riparazioni d'emergenza e soprattutto a rinforzare la chiglia; a fine mese poté salpare con circospezione e fermarsi a Truk il 2 febbraio, per interventi più cospicui che si protrassero fino all'11 marzo a opera della nave officina Akashi. Quel giorno partì a fianco di un trasporto per difenderlo fino a Saipan, raggiunta due giorni dopo. Il 14 riprese il viaggio verso il Giappone, quando d'improvviso la chiglia si piegò: il comandante fece fermare le macchine, per paura che la prua collassata si spezzasse del tutto, e si fece rimorchiare a Saipan. Qui l'Akizuki fu fatto incagliare e, nei mesi successivi, alterato radicalmente: torre di comando e torrette di prua furono rimosse, la prua fu tagliata e rimpiazzata con una posticcia (adatta a rompere le onde) e una plancia provvisoria fu eretta dietro l'albero tripode. L'Akizuki, al rimorchio di un posamine e vigilato dai cacciatorpediniere Uzuki e Sazanami, arrivò il 5 luglio a Nagasaki; già tre giorni prima era stato designato nave della riserva di seconda classe e rimosso dall'ordine di battaglia della 61ª Divisione (comprendente anche il Suzutsuki e l'Hatsuzuki). L'unità fu ricostruita nei mesi seguenti nell'arsenale della città e, per risparmiare tempo e risorse, si usò la prua già fabbricata per il gemello Shimotsuki – il completamento di quest'ultimo fu perciò posposto.
Durante le riparazioni la contraerea fu incrementata con una quinta installazione tripla di pezzi Type 96 da 25 mm, sistemata al posto del direttore del tiro per le torrette di poppa; inoltre l'albero fu irrobustito e alterato per ospitare un ingombrante radar Type 21 da ricerca aerea. Meno certo è l'aumento delle bombe di profondità a settantadue, modifica che potrebbe essere occorsa in seguito. Il 23 ottobre la ricostruzione fu completata e il 31 l'Akizuki, al comando del capitano di fregata Tomoe Ogata (subentrato l'8 al collega Koga) fece tappa a Sasebo e fu reinserito nella 61ª Divisione. Si spostò a Kure e poi alla rada di Hashirajima dove attese a un breve periodo di esercitazioni. Il 26 novembre partì con il Tanikaze per scortare la Chitose (convertita in portaerei) fino a Truk e, nel corso del viaggio, si unirono anche la portaerei Shokaku, lo Shimakaze e il Tamanami. La squadra arrivò a destinazione il 1º dicembre e, nella prima metà del mese, l'Akizuki completò un trasferimento di vettovaglie e munizioni a Kwajalein. Il 30 prese il mare con lo Yamagumo per vigilare sugli incrociatori leggeri Noshiro e Oyodo, incaricati di recare rinforzi a Kavieng.

### 1944 e l'affondamento
La squadra arrivò il 1º gennaio alla base e iniziò le operazioni di scarico, interrotte da un allarme aereo; uscite in mare, le navi furono bersagliate dagli aerei statunitensi: in particolare l'Akizuki fu preso di mira da una ventina di aeroplani, ma riuscì a respingerli senza danni. Concluso il raid, le ultime truppe scesero a terra e il giorno seguente l'Akizuki e l'Oyodo furono dirottati per prestare aiuto al trasporto Kiyozumi Maru, alla deriva dopo essere stato silurato; dopo aver atteso l'arrivo di altre unità, i due vascelli tornarono a Truk il 4 gennaio e fin verso la fine del mese l'Akizuki fu coinvolto in sessioni d'addestramento nella zona dell'atollo. Dal 1º febbraio, comunque, l'alto comando della Marina dette avvio all'evacuazione della flotta da battaglia da Truk, esposto a incursioni della pericolosa squadra di portaerei statunitensi: l'Akizuki e la 17ª Divisione cacciatorpediniere si occuparono di scortare le navi da battaglia Nagato, Fuso e gli incrociatori pesanti Suzuya, Kumano e Tone alle isole Palau e quindi alla rada protetta delle isole Lingga, toccate il 21. Nei mesi successivi l'Akizuki partecipò a regolari esercitazioni con le portaerei della 3ª Flotta, oppure trainando bersagli per gli incrociatori; fece anche saltuarie visite all'arsenale di Singapore per manutenzione. Tra l'11 e il 12 maggio, in mare con il gemello Wakatsuki per addestramento, raggiunse l'ancoraggio di Tawi Tawi con una parte della 1ª Flotta mobile – comando superiore che riuniva la 2ª e la 3ª Flotta. L'Akizuki fu incaricato di pattugliamenti antisommergibile e, il 18, andò incontro alla grande portaerei Taiho, in arrivo dalle Lingga, per condurla al sicuro a Tawi Tawi; nelle settimane successive espletò compiti di vigilanza e difesa del traffico navale da e per la base, operando con il Wakatsuki e l'Hatsuzuki. L'11 giugno le due squadre iniziarono i preparativi per partire alla volta delle isole Marianne, ove erano imminenti operazioni anfibie statunitensi: l'Akizuki seguì tutte le altre navi all'isola di Guimaras, da dove la Flotta mobile proseguì per il Mar delle Filippine. Nel corso della battaglia del 19-20 giugno la 61ª Divisione fu inserita nell'anello difensivo per la 1ª Divisione portaerei (Taiho, Shokaku, Zuikaku), peraltro senza riuscire a proteggerle convenientemente: la Shokaku e la Taiho, infatti, caddero vittima di due sommergibili. L'Akizuki e i gregari sganciarono bombe di profondità senza successo e, nel primo pomeriggio, aiutarono a salvare gli equipaggi delle portaerei in affondamento. Dopo aver fornito fuoco contraereo a copertura della Zuikaku durante l'attacco dei gruppi imbarcati statunitensi, l'Akizuki ripiegò con le squadre nipponiche all'isola di Okinawa e, infine, nella baia di Hashirajima il 24 giugno. Fino ai primi giorni di ottobre fu di stanza a Kure, impegnato in addestramenti ed esercitazioni combinate e oggetto di periodica manutenzione. In questo periodo subì un altro ciclo di potenziamenti. Per prima cosa un radar Type 13 rivolto alla ricerca aerea fu assicurato all'albero tripode di poppavia; quindi sul ponte di coperta furono aggiunti svariati Type 96 da 25 mm su affusti singoli: non è però noto il numero preciso e solo una fonte elettronica indica dodici pezzi.

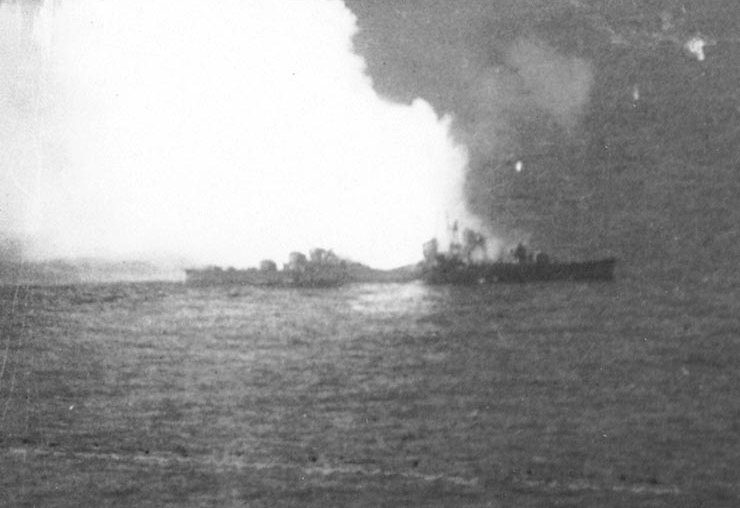
La fine dell'Akizuki, ripresa da uno dei velivoli imbarcati statunitensi inviati all'assalto della 3ª Flotta nipponica

Dopo un passaggio in bacino di carenaggio tra il 7 e l'11 ottobre, l'Akizuki si portò il 14 a Iwakuni e transitò con l'intera 61ª Divisione dalla 10ª Squadriglia alla 31ª Squadriglia di scorta, inquadrata nella difesa delle superstiti portaerei. Nei giorni immediatamente successivi Ogata, appena promosso capitano di vascello, fu informato che l'Akizuki e la squadra portaerei avrebbero partecipato alla complessa operazione Shō-Gō 1 nel settore delle Filippine: la flotta, calando dalle acque metropolitane, doveva attirare lontano dal Golfo di Leyte la Terza Flotta statunitense e liberare il passo alla squadra di corazzate e incrociatori pesanti del viceammiraglio Takeo Kurita, che avrebbe fatto strage dell'apparato anfibio del nemico. Il pomeriggio del 20 ottobre, subito dopo gli sbarchi americani a Leyte, la 3ª Flotta salpò dal canale di Bungo; il comandante, viceammiraglio Jisaburō Ozawa, si collocò a nord-est di Luzon e fu localizzato da ricognitori statunitensi solo il 24 ottobre, dopo aver spinto avanti la 61ª Divisione e la 4ª Divisione portaerei (in realtà formata dalle corazzate ibride Ise e Hyuga). Il giorno successivo le navi giapponesi furono attaccate dal mattino presto dai gruppi imbarcati statunitensi; l'Akizuki si trovava con le navi sorelle nell'anello difensivo della Zuikaku e della Zuiho ed era appena rientrato dalla caccia a un segnale subacqueo sospetto. Attorno alle 08:40 fu incendiato da almeno una bomba giunta a segno, mentre era impegnato nella difesa ravvicinata della Zuiho già danneggiata: l'Akizuki accusò il colpo, perse potenza e scadde dalla formazione. Neppure dieci minuti dopo fu scosso da una formidabile esplosione che disintegrò tutti i ponti a mezzanave; le due metà iniziarono subito a sprofondare, quella di poppa piegandosi sulla destra e quella anteriore a babordo. Alle 08:56 i rottami erano colati a picco circa 270 miglia a est-nord-est di Capo Engaño (20°29′N 126°30′E). Sul posto si precipitò il cacciatorpediniere Maki che, nella pausa tra la prima e la seconda incursione, recuperò 150 naufraghi, compreso il capitano Ogata molto scosso. Tuttavia il Maki fu a sua volta colpito nelle ore seguenti e quattro membri dell'Akizuki rimasero uccisi. In totale l'equipaggio dell'unità lamentò 183 morti, compresa la quasi totalità del personale di macchina: i sopravvissuti furono fatti scendere a Kure il 30 ottobre, eccettuato un solo uomo che fu tratto in salvo dagli statunitensi in mezzo all'oceano.
Il 10 dicembre 1944 l'Akizuki fu depennato dalla lista del naviglio in servizio.